# Оксид берклия(III)
Оксид берклия(III) — неорганическое химическое соединение берклия и кислорода с формулой Bk2O3. Зелёное твёрдое кристаллическое вещество.

## Получение
- Восстановление диоксида берклия водородом при температуре 600 °C[1]:

{\displaystyle {\mathsf {2BkO_{2}+H_{2}\ {\xrightarrow {600^{o}C}}\ Bk_{2}O_{3}+H_{2}O\uparrow }}}

## Физические свойства
Оксид берклия(III) образует кристаллы нескольких модификаций, продолжая имеющуюся у полуторных оксидов актиноидов тенденцию к проявлению триморфизма:
- Кристаллы объёмно-центрированной кубической сингонии, изоструктурные биксбииту. Параметр ячейки a = 1,0887 нм. Модификация образуется при восстановлении водородом диоксида берклия. Устойчива при комнатной температуре. Необратимо переходит в моноклинную форму при 1200 ± 50 °C.
- Кристаллы моноклинной сингонии, изоструктурные кристаллам соответствующей сингонии оксида самария(III). Параметры ячейки a = 1,4197 нм, b = 0,3606 нм, c = 0,8846 нм, угол β = 100,23 °. Обратимо переходит в гексагональную форму при 1752 °C.
- Кристаллы гексагональной сингонии, изоструктурные кристаллам соответствующей сингонии оксида лантана(III). Параметры ячейки a = 0,3754 нм, c = 0,5958 нм[2].

## Химические свойства
- Окисляется на воздухе при температуре 600 °C до диоксида берклия:

{\displaystyle {\mathsf {2Bk_{2}O_{3}+O_{2}\ {\xrightarrow {600^{o}C}}\ 4BkO_{2}}}}
- При температуре 500-600 °C реагирует с галогенводородами, образуя соответствующие тригалогениды. К примеру, хлорид берклия(III):

{\displaystyle {\mathsf {Bk_{2}O_{3}+6HCl\ {\xrightarrow {500-600^{o}C}}\ 2BkCl_{3}+3H_{2}O\uparrow }}}
- Окисляется фтором до фторида берклия(IV) при температуре 400 °C:

{\displaystyle {\mathsf {2Bk_{2}O_{3}+8F_{2}\ {\xrightarrow {400^{o}C}}\ 4BkF_{4}+3O_{2}\uparrow }}}
- Реагирует со смесью сероуглерода и сероводорода при температуре 1100 °C с образованием сульфида берклия(III)[3]:

{\displaystyle {\mathsf {Bk_{2}O_{3}+CS_{2}+H_{2}S\ {\xrightarrow {1100^{o}C}}\ Bk_{2}S_{3}+CO_{2}\uparrow +H_{2}O\uparrow }}}